# Premio Cortina d'Ampezzo
Il Premio Cortina d'Ampezzo è un premio letterario italiano che viene assegnato annualmente e si compone di due sezioni: il Premio Cortina d'Ampezzo ed il Premio della montagna Cortina d'Ampezzo.
La prima sezione premia un'opera di narrativa in lingua italiana, mentre la seconda sezione premia un'opera italiana o internazionale che si ispiri, abbia a tema, racconti o illustri la montagna. 
Le opere devono essere edite nell'anno di riferimento.

## Origini
Il premio nasce a Cortina d'Ampezzo nel 2011. È la prima volta che un premio della letteratura di livello nazionale trova posto in una località di montagna, in una cornice di eccezionale fascino, quali sono le dolomiti ampezzane.

## Regolamento
Sono ammesse al premio opere di narrativa italiana (romanzi e racconti) e di narrativa di montagna pubblicate e regolarmente in commercio nell'anno di riferimento.

## Albo dei vincitori
Di seguito vengono segnalati i libri vincitori delle finali del Premio Cortina d'Ampezzo, sezione narrativa:
| Anno | Autore vincitore   | Titolo libro insignito del Premio          | Editore       |
| ---- | ------------------ | ------------------------------------------ | ------------- |
| 2011 | Mariapia Veladiano | La vita accanto                            | Einaudi       |
| 2012 | Antonio Monda      | L'america non esiste                       | Mondadori     |
| 2013 | Cristina Comencini | Lucy                                       | Feltrinelli   |
| 2014 | Camilla Baresani   | Il sale rosa dell'Himalaya                 | Bompiani      |
| 2015 | Edoardo Nesi       | L'estate infinita                          | Bompiani      |
| 2016 | Paolo Maurensig    | Teoria delle ombre                         | Adelphi       |
| 2017 | Antonella Lattanzi | Una storia nera                            | Einaudi       |
| 2018 | Giuseppe Di Piazza | Malanottata                                | HarperCollins |
| 2019 | Giovanni Grasso    | Il caso Kaufmann                           | Rizzoli       |
| 2020 | Walter Siti        | La natura è innocente. Due vite quasi vere | Rizzoli       |

Di seguito vengono segnalati i libri vincitori delle finali del Premio Cortina d'Ampezzo, sezione narrativa di montagna:
| Anno | Autore vincitore                | Titolo libro insignito del Premio                                | Editore   |
| ---- | ------------------------------- | ---------------------------------------------------------------- | --------- |
| 2011 | Francesco Vidotto               | Siro                                                             | Minerva   |
| 2012 | Marco Albino Ferrari            | Alpi segrete                                                     | Laterza   |
| 2013 | Wu Ming con Roberto Santachiara | Point Lenana                                                     | Einaudi   |
| 2014 | Vito Mancuso e Nives Meroi      | Sinai. La montagna sacra raccontata da due testimoni d'eccezione | Fabbri    |
| 2015 | Stefano Ardito                  | Alpi di guerra, Alpi di pace                                     | Corbaccio |
| 2016 | Matteo Righetto                 | Apri gli occhi                                                   | TEA       |
| 2017 | Matteo Melchiorre               | La via per Schenér                                               | Marsilio  |
| 2018 | Enrico Camanni                  | Verso un nuovo mattino                                           | Laterza   |
| 2019 | Mario Casella                   | Oltre Dracula                                                    | Ediciclo  |
| 2020 | Ilaria Tuti                     | Fiore di roccia                                                  | Longanesi |